# 龍吐珠 (植物)
龍吐珠（学名：[Clerodendrum thomsoniae] 错误：{{Lang}}：文本有斜体标记（帮助）），別名珍珠宝莲，是唇形科大青屬的植物。原生於非洲。

## 扩展阅读
- 維基物種上的相關：龍吐珠